# Segunda División 'B' de México 1992-93
La Temporada 1992-93 de la Segunda División 'B' de México fue la decimoprimera edición de esta competición como tercer nivel del fútbol mexicano. Se celebró entre los meses de agosto de 1992 y abril de 1993. Los Chapulineros de Oaxaca se proclamaron campeones tras vencer al Tecomán en la final por global de 3-2, ambos clubes lograron su ascenso a la Segunda División. Además el conjunto de la Universidad Autónoma de Querétaro conquistó el tercer boleto de promoción al vencer en el partido del tercer lugar al Tapatío.
En esta edición participaron siete equipos diferentes respecto al torneo anterior: Tecomán, U.A. Querétaro, y Chetumal se incorporaron tras descender desde la Segunda División. Mientras que Delfines Xalapa, Voladores Papantla y Puerto Vallarta lograron su ascenso desde la Tercera. Volvió además el equipo de Santos San Luis tras adquirir la franquicia perteneciente a Leones de Aguascalientes. Se destaca también que los equipos Cachorros Zamora y Clubes Unidos de Tlaxcala solicitaron permiso para ausentarse durante un año de las competiciones. Lo que provocó que únicamente 14 clubes disputaran la temporada.

## Formato de Competencia
Los 14 equipos compiten en un grupo único en formato round-robin, es decir, juegan todos contra todos a ida y vuelta durante 26 jornadas. Los primeros ocho clubes de la tabla general clasifican a la liguilla. Mientras que los últimos dos bajan directamente a Tercera División.
En la liguilla, los ocho equipos clasificados se dividen en dos grupos de cuatro clubes, los cuales juegan entre ellos durante seis jornadas. Al finalizar, los líderes de cada grupo ascienden a Segunda División y clasifican a la serie final a dos partidos en donde se determinará al campeón y subcampeón de la temporada. Los segundos lugares de cada agrupación disputarán la serie por el tercer lugar, el ganador de estos juegos es el conjunto que obtendrá el último boleto a la categoría superior.
El reglamento de puntuaciones varía de acuerdo a algunas condiciones dadas en el partido, es decir: concede dos puntos si hay una victoria por un gol de diferencia; tres si se ganan con más de dos anotaciones de ventaja; y uno si se da un empate entre ambos clubes.

## Equipos participantes

### Equipos por Entidad Federativa
| Entidad Federativa | N.º | Equipos                                  |
| ------------------ | --- | ---------------------------------------- |
| Veracruz           | 3   | Xalapa, Orizaba y Papantla               |
| Jalisco            | 2   | Puerto Vallarta y Tapatío                |
| Estado de México   | 2   | Águila Progreso Industrial y Zitlaltepec |
| Colima             | 1   | Tecomán                                  |
| Guerrero           | 1   | Acapulco                                 |
| Hidalgo            | 1   | Cruz Azul Hidalgo                        |
| Oaxaca             | 1   | Chapulineros de Oaxaca                   |
| Querétaro          | 1   | U.A. Querétaro                           |
| Quintana Roo       | 1   | Chetumal                                 |
| San Luis Potosí    | 1   | Santos San Luis                          |

### Información sobre los equipos participantes
| Equipo                     | Ciudad                                 | Estadio                   |
| -------------------------- | -------------------------------------- | ------------------------- |
| Acapulco                   | Acapulco, Guerrero                     | Unidad Deportiva Acapulco |
| Águila Progreso Industrial | Nicolás Romero, Estado de México       | Progreso Industrial       |
| Chetumal                   | Chetumal, Quintana Roo                 | José López Portillo       |
| Cruz Azul Hidalgo          | Jasso, Hidalgo                         | 10 de Diciembre           |
| Delfines Xalapa            | Xalapa, Veracruz                       | Antonio M. Quirasco       |
| Oaxaca                     | Oaxaca, Oaxaca                         | Benito Juárez             |
| Orizaba                    | Orizaba, Veracruz                      | Socum                     |
| Puerto Vallarta            | Puerto Vallarta, Jalisco               | Agustín Flores Contreras  |
| Santos San Luis            | San Luis Potosí, S.L.P.                | Plan de San Luis          |
| Tapatío                    | Guadalajara, Jalisco                   | Anacleto Macías           |
| Tecomán                    | Tecomán, Colima                        | IAETAC                    |
| U.A. Querétaro             | Santiago de Querétaro, Querétaro       | Corregidora               |
| Voladores Papantla         | Papantla, Veracruz                     | Fénix Solidaridad         |
| Zitlaltepec                | San Juan Zitlaltepec, Estado de México | Los Brujos                |

## Temporada Regular
| Pos. | Equipo                         | Pts. | PJ | G  | E  | P  | GF | GC | Dif. | Clasificación               |
| ---- | ------------------------------ | ---- | -- | -- | -- | -- | -- | -- | ---- | --------------------------- |
| 1    | Delfines de Xalapa             | 46   | 26 | 13 | 7  | 6  | 51 | 36 | +15  | Cuadrangular de la liguilla |
| 2    | U.A. Querétaro (A)             | 43   | 26 | 13 | 5  | 8  | 56 | 34 | +22  | Cuadrangular de la liguilla |
| 3    | Tapatío                        | 42   | 26 | 11 | 9  | 6  | 50 | 32 | +18  | Cuadrangular de la liguilla |
| 4    | Tecomán (A)                    | 41   | 26 | 12 | 8  | 6  | 49 | 26 | +23  | Cuadrangular de la liguilla |
| 5    | Zitlaltepec                    | 39   | 26 | 10 | 10 | 6  | 39 | 31 | +8   | Cuadrangular de la liguilla |
| 6    | Orizaba                        | 38   | 26 | 12 | 6  | 8  | 36 | 31 | +5   | Cuadrangular de la liguilla |
| 7    | Chetumal                       | 35   | 26 | 9  | 9  | 8  | 38 | 42 | −4   | Cuadrangular de la liguilla |
| 8    | Oaxaca (C, A)                  | 33   | 26 | 9  | 10 | 7  | 32 | 36 | −4   | Cuadrangular de la liguilla |
| 9    | Cruz Azul Hidalgo              | 31   | 26 | 10 | 5  | 11 | 31 | 37 | −6   |                             |
| 10   | Voladores de Papantla          | 30   | 26 | 10 | 5  | 11 | 34 | 41 | −7   |                             |
| 11   | Acapulco                       | 29   | 26 | 7  | 10 | 9  | 32 | 33 | −1   |                             |
| 12   | Santos San Luis                | 27   | 26 | 7  | 10 | 9  | 28 | 36 | −8   |                             |
| 13   | Águila Progreso Industrial (D) | 15   | 26 | 3  | 7  | 16 | 26 | 59 | −33  | Descenso de categoría       |
| 14   | Puerto Vallarta (D)            | 13   | 26 | 3  | 5  | 18 | 18 | 56 | −38  | Descenso de categoría       |

 Fuente: RSSSF

### Resultados
| Local \ Visitante  | ACA | API | CHE | CRZ | DEX | OAX | ORI | PVR | SSL | TAP | TEC | UAQ | VOL | ZIT |
| ------------------ | --- | --- | --- | --- | --- | --- | --- | --- | --- | --- | --- | --- | --- | --- |
| Acapulco           | —   | 2–0 | 5–1 | 0–1 | 1–2 | 1–0 | 2–2 | 2–0 | 0–1 | 2–2 | 2–1 | 0–3 | 1–2 | 0–0 |
| Águila PI          | 2–2 | —   | 3–4 | 0–3 | 2–3 | 1–1 | 1–1 | 2–0 | 1–1 | 0–3 | 1–1 | 0–1 | 2–1 | 2–2 |
| Chetumal           | 0–0 | 1–1 | —   | 2–0 | 1–1 | 0–5 | 0–0 | 3–0 | 5–3 | 2–0 | 2–1 | 5–2 | 0–0 | 3–0 |
| Cruz Azul Hidalgo  | 0–0 | 0–2 | 4–2 | —   | 2–2 | 0–1 | 3–1 | 3–2 | 2–1 | 0–0 | 1–0 | 0–1 | 4–3 | 0–1 |
| Xalapa             | 1–4 | 6–2 | 3–0 | 0–1 | —   | 2–2 | 1–2 | 5–3 | 1–1 | 2–2 | 0–1 | 4–1 | 2–0 | 2–0 |
| Oaxaca             | 2–0 | 2–1 | 2–3 | 0–0 | 1–1 | —   | 1–0 | 2–0 | 1–0 | 1–0 | 1–1 | 1–3 | 0–0 | 2–2 |
| Orizaba            | 4–1 | 1–0 | 1–1 | 2–1 | 2–2 | 1–0 | —   | 2–0 | 4–0 | 1–3 | 0–3 | 1–0 | 3–1 | 3–0 |
| Puerto Vallarta    | 1–2 | 2–0 | 0–0 | 0–0 | 1–2 | 1–1 | 0–1 | —   | 1–0 | 0–0 | 1–3 | 1–6 | 3–0 | 1–1 |
| Santos San Luis    | 1–0 | 5–1 | 1–1 | 2–0 | 1–3 | 0–0 | 1–0 | 1–0 | —   | 1–1 | 1–1 | 1–1 | 1–0 | 2–2 |
| Tapatío            | 1–1 | 3–1 | 2–0 | 4–1 | 1–3 | 3–1 | 2–0 | 4–0 | 4–0 | —   | 0–0 | 2–2 | 4–1 | 4–0 |
| Tecomán            | 1–1 | 4–1 | 2–2 | 2–1 | 3–0 | 2–3 | 1–1 | 6–0 | 1–0 | 7–2 | —   | 3–2 | 3–0 | 1–1 |
| U.A. Querétaro     | 2–0 | 3–0 | 3–0 | 3–0 | 0–1 | 3–2 | 2–0 | 4–1 | 2–2 | 2–2 | 0–1 | —   | 7–2 | 0–1 |
| Voladores Papantla | 1–1 | 4–0 | 1–0 | 3–0 | 0–2 | 1–0 | 1–2 | 2–0 | 1–1 | 2–1 | 2–0 | 3–2 | —   | 2–1 |
| Zitlaltepec        | 2–2 | 3–0 | 2–0 | 3–4 | 2–0 | 0–0 | 4–1 | 4–0 | 3–0 | 2–0 | 1–0 | 1–1 | 1–1 | —   |

## Liguilla

### Grupo A
| Pos. | Equipo             | Pts. | PJ | G | E | P | GF | GC | Dif. | Clasificación        |
| ---- | ------------------ | ---- | -- | - | - | - | -- | -- | ---- | -------------------- |
| 1    | Oaxaca (C, A)      | 11   | 6  | 3 | 2 | 1 | 13 | 9  | +4   | Acceso a la final    |
| 2    | U.A. Querétaro (A) | 11   | 6  | 4 | 1 | 1 | 11 | 7  | +4   | Promoción de ascenso |
| 3    | Delfines de Xalapa | 6    | 6  | 1 | 3 | 2 | 8  | 8  | 0    |                      |
| 4    | Zitlaltepec        | 3    | 6  | 1 | 0 | 5 | 4  | 12 | −8   |                      |

 Fuente: RSSSF

#### Resultados
| Local \ Visitante | DEX | OAX | UAQ | ZIT |
| ----------------- | --- | --- | --- | --- |
| Delfines Xalapa   | —   | 1–1 | 1–1 | 3–0 |
| Oaxaca            | 1–1 | —   | 2–0 | 5–1 |
| U.A. Querétaro    | 3–2 | 5–2 | —   | 1–0 |
| Zitlaltepec       | 2–0 | 1–2 | 0–1 | —   |

### Grupo B
| Pos. | Equipo      | Pts. | PJ | G | E | P | GF | GC | Dif. | Clasificación        |
| ---- | ----------- | ---- | -- | - | - | - | -- | -- | ---- | -------------------- |
| 1    | Tecomán (A) | 12   | 6  | 3 | 3 | 0 | 9  | 3  | +6   | Acceso a la final    |
| 2    | Tapatío     | 6    | 6  | 1 | 3 | 2 | 7  | 7  | 0    | Promoción de ascenso |
| 3    | Chetumal    | 5    | 6  | 1 | 3 | 2 | 3  | 5  | −2   |                      |
| 4    | Orizaba     | 5    | 6  | 1 | 3 | 2 | 7  | 11 | −4   |                      |

 Fuente: RSSSF

#### Resultados
| Local \ Visitante | CHE | ORI | TAP | TEC |
| ----------------- | --- | --- | --- | --- |
| Chetumal          | —   | 0–0 | 2–1 | 0–2 |
| Orizaba           | 1–0 | —   | 1–1 | 2–2 |
| Tapatío           | 1–1 | 4–2 | —   | 0–1 |
| Tecomán           | 0–0 | 4–1 | 0–0 | —   |

### Partido por el Tercer Lugar
| 11 de abril de 1993 | Tapatío | 3-4 | U.A. Querétaro | Estadio Anacleto Macías, Guadalajara |  |

| 17 de abril de 1993                                                                          | U.A. Querétaro | 2-3 (4-3 pen) | Tapatío | Estadio Corregidora, Santiago de Querétaro |  |
| Universidad Autónoma de Querétaro asciende a la Segunda División. Global 6-6, 4-3 en penales |                |               |         |                                            |  |

### Final
| 11 de abril de 1993 | Tecomán | 1-1 | Oaxaca | Estadio IAETAC, Tecomán |  |

| 18 de abril de 1993                                | Oaxaca | 2-1 | Tecomán | Estadio Benito Juárez, Oaxaca |  |
| Oaxaca campeón de la Temporada 1992-93. Global 3-2 |        |     |         |                               |  |

|                             |
| Oaxaca Campeón 1.er título. |